# 2+5 missione Hydra
2+5 missione Hydra è un film di fantascienza italiano del 1966 diretto da Pietro Francisci.

## Trama
Il 14 giugno 1964, dopo un terremoto, i giornali danno notizia di un avvistamento UFO da parte di un contadino nella zona di Morino. Il professor Solmi, insieme alla figlia Luisa e all'assistente Baldi, vengono convocati per studiare l'origine di una strana macchia che sembra corrodere il terreno. L'anomalia è dovuta alla presenta di una navicella spaziale proveniente dalla costellazione Hydra. Gli alieni sono giunti sulla Terra per capire se lo sviluppo tecnologico e scientifico della razza umana possa minacciare la pace dell'Universo, e qui vi è rimasta intrappolata a causa di un'avaria.
Tenendo due membri della spedizione e Luisa in ostaggio, gli alieni costringono Solmi a riparare l'astronave. Dopo un fallito tentativo di avvertire la polizia la navicella parte alla volta del pianeta Hydra. Il viaggio dovrebbe durare solo un paio di giorni, dato che la navicella viaggia a una velocità molto superiore a quella della luce, ma una ribellione dei prigionieri fa deviare la rotta verso un pianeta sconosciuto.
Scampata un'aggressione da parte dei nativi di quel mondo, la navicella riparte verso il pianeta Hydra, ma la scoperta di una navicella sovietica abbandonata nello spazio li riporta sulla Terra. A causa della dilatazione del tempo, dal momento che l'astronave viaggia a una velocità superiore a quella della luce, in base alla teoria della relatività ristretta di Albert Einstein, quando atterrano sono trascorsi numerosi anni, perciò il pianeta appare ora come un cumulo di macerie a seguito di una catastrofe nucleare avvenuta tempo addietro.
L'equipaggio decide così di tornare su Hydra, ma anche qui, per la medesima causa, vi giungono dopo diversi decenni, quando anche questo pianeta è radicalmente mutato: i governanti hanno deciso di abbandonare il pianeta lasciando a sé stessa quella parte della popolazione ritenuta da loro indegna di continuare la specie.
I membri dell'astronave decidono così di rimanere per ricominciare da zero e dare vita a un nuovo mondo composto da terrestri e alieni.

## Distribuzione
- Italia: 2 ottobre 1966
- Germania Ovest: 22 giugno 1967
- Francia: 23 gennaio 1974 (Parigi)
- Stati Uniti: ottobre 1977
- Finlandia: 14 aprile 2012 (Night Visions Film Festival)

### Titoli alternativi
- Encuentros en las galaxias (Spagna)
- Destination: planète Hydra (Francia)
- Starbird (Francia, titolo home video)
- Star Pilot (Stati Uniti)[4]
- Raumschiff Terra zum Planeten der Affen (Germania Ovest, titolo home video)

## Colonna sonora
La colonna sonora è stata composta da Nico Fidenco ed eseguita dall'orchestra diretta da Roby Poitevin e dal coro de I Cantori Moderni di Alessandro Alessandroni, ed è stata pubblicata solamente nel 2010 in CD dalla Digitmovies con numero di catalogo CDDM161, recuperando i nastri monoaurali conservati negli archivi della CAM e sotto la supervisione di Fidenco stesso.

### Tracce
Musiche di Nico Fidenco.
1. Astronave aliena (Prologo) – 0:55
2. 2+5 missione Hydra (Titoli) – 1:44
3. Hydra Shake – 1:51
4. Space Bossa – 1:40
5. Swing a go go – 1:33
6. Space Bossa (Versione 2) – 1:19
7. Estasi aliena – 2:39
8. Galassia lontana – 1:56
9. Momento nostalgico – 1:30
10. Ultraspazio – 3:03
11. Segnali – 2:18
12. Paura e amore – 2:03
13. Space Bossa (Versione 3) – 1:43
14. Minaccia aliena – 3:28
15. Antica leggenda – 0:49
16. Strana dimensione – 2:01
17. Pericolo – 1:12
18. Un mondo lontanissimo – 2:20
19. Lotta – 2:07
20. Estasi aliena (Ripresa 2) – 1:43
21. Tensione nello spazio – 1:50
22. Bellezza aliena – 2:07
23. Un mondo lontanissimo (Ripresa 2) – 1:59
24. Ultraspazio (Ripresa 2) – 1:44
25. Ultima missione – 1:21
26. 2+5 missione Hydra (Finale) – 4:30

## Accoglienza
Fantafilm scrive che "il film [...] appare un po' confuso e ambizioso, non tanto per gli effetti speciali che sono inesistenti quanto per il tentativo di rileggere i momenti tipici della fantascienza spaziale ora con i toni della commedia ora con quelli del melodramma all'italiana."